# Resolução 231 do Conselho de Segurança das Nações Unidas

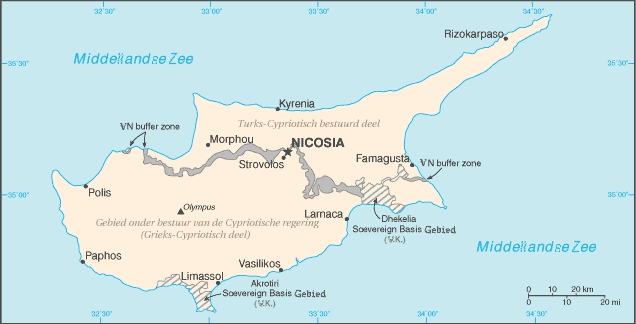
Mapa de Chipre

A Resolução 231 do Conselho de Segurança das Nações Unidas aprovada em 15 de dezembro de 1966, após ter reafirmado resoluções anteriores sobre o assunto, o Conselho prorrogou o destacamento no Chipre da Força das Nações Unidas para Manutenção da Paz no Chipre por um período adicional de 6 meses, terminando em 26 de junho de 1967. O Conselho convidou igualmente as partes diretamente interessadas a continuarem a agir com a maior moderação e a cooperarem plenamente com a força de manutenção da paz.